# Manuel Ignacio Murillo Pérez
Manuel Ignacio Murillo Pérez (Guayaquil, 1801 - Ibídem, 17 de enero de 1884), fue el tipógrafo de El Patriota de Guayaquil y pariente de los próceres de la Independencia de Guayaquil Manuel y Juan Murillo y primo hermano del también prócer Damián Najar, conocido erróneamente como Najera.

## Biografía
Con tan solo 19 años fue el tipógrafo de la Imprenta Independiente que compró el gobierno de la Provincia Libre de Guayaquil gracias a la iniciativa del triunviro Francisco María Roca donde se imprimieron todos los número del Patriota de Guayaquil que empezaron a circular desde el 26 de mayo de 1821. No llegaba a cumplir sus 23 años de edad cuando también participó como  tipógrafo de la obra de José Joaquín de Olmedo "La batalla de Junín, canto á Bolívar". Además fue el tipógrafo de otros medios como "El Colombiano del Guayas" 1828, "El Argos" 1834, "La Balanza" 1839, "Registro Municipal" 1841, "El Correo Semanal de Guayaquil" 1842, "Semanario Mercantil" 1844, "El Seis de Marzo" de 1845 a 1849, "La Prensa" de 1847 a 1849, "El Cometa" 1849, "Gaceta Municipal" 1862 a 1864. Numerosas obras que se publicaron en la ciudad salieron de las imprentas de don Manuel Ignacio Murillo. Se ganó el aprecio de sus conciudadanos que al fallecer en su ciudad natal el 17 de enero de 1884, el ilustre político Pedro Carbo y Noboa consagró su nombre en el escrito titulado "Los Orígenes de la Imprenta de Guayaquil".

## Matrimonio y descendencia
Casó con la guayaquileña Juana Miró González y producto de aquel matrimonio nació Juan Murillo Miró, publicista y fundador del diario El Telégrafo.

## Homenajes y distinciones
- En su homenaje existe con su nombre una calle en el norte de Guayaquil. 2°07′52″S 79°54′00″O / -2.1311489, -79.8998612